# Amstel Gold Race 1977
L'Amstel Gold Race 1977, dodicesima edizione della corsa, si svolse il 9 aprile 1977 su un percorso di 230 km da Heerlen a Meerssen. Fu vinto dall'olandese Jan Raas, che terminò in 5h 45' 55".

## Ordine d'arrivo (Top 10)
| Pos. | Corridore          | Squadra        | Tempo    |
| ---- | ------------------ | -------------- | -------- |
| 1    | Jan Raas           | Frisol         | 5h45'55" |
| 2    | Gerrie Knetemann   | TI-Raleigh     | s.t.     |
| 3    | Hennie Kuiper      | TI-Raleigh     | s.t.     |
| 4    | Jos Schipper       | Ebo-Superia    | a 20"    |
| 5    | Freddy Maertens    | Flandria-Velda | s.t.     |
| 6    | Roger De Vlaeminck | Brooklyn       | s.t.     |
| 7    | Francesco Moser    | Sanson         | s.t.     |
| 8    | Walter Godefroot   | Ijsboerke      | a 44"    |
| 9    | Eddy Merckx        | Fiat France    | s.t.     |
| 10   | Patrick Béon       | Peugeot-Esso   | s.t.     |